# روبرتو بيريز
روبرتو بيريز (بالإنجليزية: Roberto Pérez) هو لاعب كرة قاعدة أمريكي، ولد في 23 ديسمبر 1988 في ماياجويز في الولايات المتحدة.

## وصلات خارجية
- روبرتو بيريز على موقع دوري كرة القاعدة الرئيسي (الإنجليزية)
- روبرتو بيريز على موقعبيزبول رفرنس.كوم (الدوري الرئيسي) (الإنجليزية)
- روبرتو بيريز على موقعبيزبول رفرنس.كوم (الدوري الثانوي) (الإنجليزية)
- روبرتو بيريز على موقع إي إس بي إن.كوم (أم.أل.بي) (الإنجليزية)
- روبرتو بيريز على موقع مشجعي الرسوم البيانية (الإنجليزية)